# Привольное (Первомайский район)
Приво́льное (до 1953 года Октя́брьское, до 1948 года Коджамба́к; укр. Привільне, крымскотат. Qocambaq, Къоджамбакъ) — село в Первомайском районе Республики Крым, в составе Алексеевского сельского поселения (согласно административно-территориальному делению Украины — Алексеевского сельского совета Автономной Республики Крым).

## Население
| 2001 | 2014 |
| ---- | ---- |
| 134  | ↘32  |

Всеукраинская перепись 2001 года показала следующее распределение по носителям языка
| Язык             | Процент |
| ---------------- | ------- |
| украинский       | 38.81   |
| русский          | 36.57   |
| крымскотатарский | 18.66   |
| молдавский       | 2.24    |

### Динамика численности
| - 1806 год — 141 чел. - 1864 год — 94 чел. - 1889 год — 177 чел. - 1892 год — 121 чел. - 1900 год — 180 чел. - 1905 год — 187 чел. - 1911 год — 138 чел. | - 1915 год — 130/62 чел. - 1926 год — 206 чел. - 1939 год — 335 чел. - 1989 год — 262 чел. - 2001 год — 134 чел. - 2009 год — 106 чел. - 2014 год — 32 чел. |

## Современное состояние
На 2016 год в Привольном числится 2 улицы и 2 территории: кошара Аназакари и кошара Бишуй-1; на 2009 год, по данным сельсовета, село занимало площадь 35 гектаров, на которой в 40 дворах проживало 106 человек. Действует фельдшерско-акушерский пункт

## География
Привольное — село на западе района, в степном Крыму, у границы с Раздольненским районом, высота центра села над уровнем моря — 78 м. Ближайшие населённые пункты — Крыловка в 5 км на север, Степное в 9 км на восток и Алексеевка в 7 км на юг, а также Ветрянка Раздольненского района в 6 км на запад. Расстояние до райцентра около 27 километров (по шоссе), ближайшая железнодорожная станция — Воинка (на линии Джанкой — Армянск) — примерно 47 километров. Транспортное сообщение осуществляется по региональной автодороге 35Н-397 от шоссе Кормовое — Степное (по украинской классификации — С-0-11020).

## История
Первое упоминание деревни Коджамак встречается в «Книге путешествий» Эвлии Челеби под 1667 годом
…селения находятся в степи без деревьев, без садов и виноградников. Весь народ здесь топит бычьим, верблюжьим и лошадиным навозом, и они всё время пахнут навозом. Они собирают довольно большие урожаи. Одно киле дает пятьдесят-шестьдесят киле. Все стены их домов сложены из земляного кирпича и из широкого кирпича из навоза. А украшением их является грязная солома. Зато какие прочные эти стены! Эти поселения находятся в степи и не имеют воды. Воду достают лошади бурдюками из колодцев в сто, семьдесят или пятьдесят куладжей, и поят скот и пьют сами
В следующем документе селение встречается в Камеральном Описании Крыма… 1784 года, судя по которому, в последний период Крымского ханства Джан Бак входил в Самарчик кадылык Перекопского каймаканства. После присоединения Крыма к России (8) 19 апреля 1783 года, (8) 19 февраля 1784 года, именным указом Екатерины II сенату, на территории бывшего Крымского ханства была образована Таврическая область и деревня была приписана к Евпаторийскому уезду. После павловских реформ, с 1796 по 1802 год входила в Акмечетский уезд Новороссийской губернии. По новому административному делению, после создания 8 (20) октября 1802 года Таврической губернии, Коджанбак был включён в состав Джелаирской волости Евпаторийского уезда.
По Ведомости о волостях и селениях, в Евпаторийском уезде с показанием числа дворов и душ… от 19 апреля 1806 года в деревне Коджай-бак числилось 24 двора, 140 крымских татар и 1 ясырь. На военно-топографической карте генерал-майора Мухина 1817 года деревня Коджамбак обозначена с 25 дворами. После реформы волостного деления 1829 года Каджамбок, согласно «Ведомости о казённых волостях Таврической губернии 1829 года» отнесли к Атайской волости (переименованной из Джелаирской). На карте 1836 года в деревне 34 двора, как и на карте 1842 года.
В 1860-х годах, после земской реформы Александра II, деревню приписали к Биюк-Асской волости. В «Списке населённых мест Таврической губернии по сведениям 1864 года», составленном по результатам VIII ревизии 1864 года, Коджанбак — владельческая татарская деревня, с 12 дворами, 94 жителями, мечетью и обывательской почтовой станцией при колодцах. По обследованиям профессора А. Н. Козловского 1867 года, вода в колодцах деревни была пресная, а их глубина достигала 15—20 саженей (31—42 м). На трехверстовой карте Шуберта 1865—1876 года обозначен хутор Коджанбак с 12 дворами). Согласно «Памятной книжке Таврической губернии за 1867 год», деревня была покинута жителями в 1860—1864 годах, в результате эмиграции крымских татар, особенно массовой после Крымской войны 1853—1856 годов, в Турцию и вновь заселена татарами. Согласно энциклопедическому словарю «Немцы России» в 1887 году в Каджанбак, на 1932 десятины земли, заселились крымские немцы лютеране, а, по «Памятной книге Таврической губернии 1889 года», по результатам Х ревизии 1887 года, в деревне Каджанбак, ошибочно записанной как Чондалай, числилось 28 дворов и 177 жителей. Согласно «…Памятной книжке Таврической губернии на 1892 год», в деревне Коджанбак, входившей в Азгана-Карынский участок, был 121 житель в 19 домохозяйствах.
Земская реформа 1890-х годов в Евпаторийском уезде прошла после 1892 года, в результате Коджанбак определили центром Коджанбакской волости. По «…Памятной книжке Таврической губернии на 1900 год» в деревне числилось 180 жителей в 23 дворах (в 1905 было 187 человек, в 1911—138). На 1902 год в деревне работал фельдшер. По Статистическому справочнику Таврической губернии. Ч.II-я. Статистический очерк, выпуск пятый Евпаторийский уезд, 1915 год, в селе Коджанбак, центре Коджамбакской волости Евпаторийского уезда, числилось 24 двора (все дворы с землёй) с немецким населением в количестве 130 человек приписных жителей и 62 — «посторонних», из которых 99 мужчин и 93 женщины. Жители владели 1802 десятинами удобной земли. В хозяйствах имелось 252 лошади, 42 вола, 123 коровы и 321 голова мелкого скота. Согласно списку 1915 года «…русских подданных из австрийских, венгерских или германских выходцев» землевладельцев, опубликованном в газете «Таврические губернские ведомости» в апреле 1915 года, при деревне Коджамбак значилось семейство Гислер из 10 человек, владевшие в общем 260 десятинами земли. Гуман Филип Якубович, имевший 125 дес., Керн Конрад Конрадович — 4 дес. 1080 квадратных саженей; Кант Иоганн Иоганнович — 100 дес.. Семья Ланг: Фридолин Симонович — 30 дес. и Терезия Михайловна — 20 дес.: семья Мотц, 3 члена — 395 дес., Рейнке Людвиг Вильгельмович — 2200 кв. саж.. Братья Штикель: Фридрих Фридрихович — 322 дес. и Христофор Фридрихович — 50 дес.. На 1917 год в селе действовали почтовое отделение, Коджамбакское ссудно-сберегательное товарищество, ветеринарный участок.
После установления в Крыму Советской власти, по постановлению Крымревкома от 8 января 1921 года № 206 «Об изменении административных границ» была упразднена волостная система и в составе Евпаторийского уезда был образован Бакальский район, в который включили село, а в 1922 году уезды получили название округов. 11 октября 1923 года, согласно постановлению ВЦИК, в административное деление Крымской АССР были внесены изменения, в результате которых округа были отменены, Бакальский район упразднён и село вошло в состав Евпаторийского района. Согласно Списку населённых пунктов Крымской АССР по Всесоюзной переписи 17 декабря 1926 года, в селе Коджамбак, центром упразднённого к 1940 году Коджамбакского сельсовета Евпаторийского района, числилось 47 дворов, из них 45 крестьянских, население составляло 206 человек, из них 191 немец, 7 армян и 6 русских, 2 записаны в графе «прочие», действовала немецкая школа. Постановлением ВЦИК РСФСР от 30 октября 1930 года был создан Фрайдорфский еврейский национальный район (переименованный указом Президиума Верховного Совета РСФСР № 621/6 от 14 декабря 1944 года в Новосёловский) (по другим данным 15 сентября 1931 года) и Коджамбак включили в его состав. По данным всесоюзной переписи населения 1939 года в селе проживало 335 человек.
Вскоре после начала Великой Отечественной войны, 18 августа 1941 года крымские немцы были выселены, сначала в Ставропольский край, а затем в Сибирь и северный Казахстан. С 25 июня 1946 года Коджамбак в составе Крымской области РСФСР. Указом Президиума Верховного Совета РСФСР от 18 мая 1948 года, Коджамбак переименовали в Октябрьское. 25 июля 1953 года Новоселовский район был упразднен и село включили в состав Первомайского. Тогда же, видимо, во избежание путаницы с селом Октябрьское, переименовано в Привольное. 26 апреля 1954 года Крымская область была передана из состава РСФСР в состав УССР. Время включения в Кормовский сельсовет пока не выяснено: на 15 июня 1960 года село уже числилось в его составе. Указом Президиума Верховного Совета УССР «Об укрупнении сельских районов Крымской области», от 30 декабря 1962 года село присоединили к Евпаторийскому району. 11 февраля 1963 года Евпаторийский район был упразднён и село включили в состав Сакского. 1 января 1965 года, указом Президиума ВС УССР «О внесении изменений в административное районирование УССР — по Крымской области», передади в состав Раздольненского района. 8 декабря 1966 года был восстановлен Первомайский район и село вернули в его состав. С 1976 года в составе Алексеевского сельсовета. По данным переписи 1989 года в селе проживало 262 человека. С 12 февраля 1991 года село в восстановленной Крымской АССР, 26 февраля 1992 года переименованной в Автономную Республику Крым. С 21 марта 2014 года в составе Крыма аннексировано Россией.
1. ↑  Этот населённый пункт расположен на территории Крымского полуострова, бо́льшая часть которого  является объектом территориальных разногласий между Россией, контролирующей спорную территорию, и Украиной, в пределах признанных большинством государств — членов ООН границ которой спорная территория находится. Согласно федеративному устройству России, на спорной территории Крыма располагаются субъекты Российской Федерации — Республика Крым и город федерального значения Севастополь. Согласно административному делению Украины, на спорной территории Крыма располагаются регионы Украины — Автономная Республика Крым и город со специальным статусом Севастополь.
2. 1 2  Согласно позиции России
3. 1 2  Согласно позиции Украины
4. 1 2  Перепись населения 2014 года. Численность населения Крымского федерального округа, городских округов, муниципальных районов, городских и се
5. ↑  Телефонные коды городов Крыма после присоединения. Предложения по отдыху в Крыму. Дата обращения: 21 июня 2016. Архивировано из оригинала 5 июня 2016 года.
6. ↑  Приказ Россвязи от 31.03.2014 № 61 «О присвоении почтовых индексов объектам почтовой связи»
7. ↑  Украина. Перепись населения 2001 года
8. ↑  Розподіл населення за рідною мовою, Автономна Республіка Крим (укр.). Державна служба статистики України. Дата обращения: 25 июня 2015. Архивировано 26 июня 2013 года.
9. 1 2  Лашков Ф. Ф.. Сборник документов по истории Крымско-татарского землевладения. // Известия таврической учёной комиссии / А.И. Маркевич. — Таврическая учёная архивная комиссия. — Симферополь: Типография Таврического губернского правления, 1897. — Т. 26. — С. 147.
10. 1 2  Таврическая губерния. Список населённых мест по сведениям 1864 г / М. Раевский (составитель). — Санкт-Петербург: Типография Карла Вульфа, 1865. — Т. XLI. — С. 61. — (Списки населенных мест Российской империи, составленные и издаваемые Центральным статистическим комитетом Министерства внутренних дел).
11. 1 2  Вернер К.А. Алфавитный список селений // Сборник статистических сведений по Таврической губернии. — Симферополь: Типография газеты Крым, 1889. — Т. 9. — 698 с.
12. 1 2  Таврический Губернский Статистический комитет. Календарь и Памятная книжка Таврической губернии на 1892 год. — 1892. — С. 37.
13. 1 2  Таврический Губернский Статистический комитет. Календарь и Памятная книжка Таврической губернии на 1900 год. — 1900. — С. 50—51.
14. 1 2 3 4  Немцы России : Населённые пункты и места поселения : [арх. 31 марта 2022] : Энциклопедический словарь / сост. Дизендорф В. Ф. — М. : Общественная Академия наук российских немцев, 2006. — 479 с. — ISBN 5-93227-002-0.
15. 1 2  Часть 2. Выпуск 5. Список населенных пунктов. Евпаторийский уезд // Статистический справочник Таврической губернии / сост. Ф. Н. Андриевский; под ред. М. Е. Бененсона. — Симферополь, 1915. — С. 26.
16. ↑  Первая цифра — приписное население, вторая — временные.
17. 1 2  Коллектив авторов (Крымское ЦСУ). Список населенных пунктов Крымской АССР по всесоюзной переписи 17 декабря 1926 года.. — Симферополь: Крымское центральное статистическое управление., 1927. — С. 68, 69. — 219 с. Архивировано 31 августа 2021 года.
18. 1 2 3 4  Музафаров Р. И. Крымскотатарская энциклопедия. — Симферополь: Ватан, 1995. — Т. 2 /Л — Я/. — 425 с. — 100 000 экз.
19. ↑  с Привільне Автономна Республіка Крим, Первомайський район (укр.). Верховна Рада України. Дата обращения: 14 сентября 2015.
20. 1 2 3  Города и села Украины, 2009, Алексеевский сельсовет.
21. ↑  Численность населения Крымского федерального округа, городских округов, муниципальных районов, городских и сельских поселений. Федеральная служба государственной статистики. Дата обращения: 20 декабря 2016. Архивировано 24 сентября 2015 года.
22. ↑  Крым, Первомайский район, Привольное. КЛАДР РФ. Дата обращения: 20 декабря 2016. Архивировано 26 октября 2016 года.
23. ↑  Структура ЦРБ. ГБУЗ РК "Первомайская центральная районная больница&.... Дата обращения: 29 декабря 2016. Архивировано 29 декабря 2016 года.
24. ↑  Прогноз погоды в с. Привольное (Крым). Weather.in.ua. Дата обращения: 15 сентября 2015. Архивировано 25 ноября 2015 года.
25. ↑  Маршрут Первомайское — Привольное. Довезуха РФ. Дата обращения: 29 декабря 2016. Архивировано 30 декабря 2016 года.
26. ↑  Маршрут Воинка — Привольное. Довезуха РФ. Дата обращения: 29 декабря 2016. Архивировано 30 декабря 2016 года.
27. ↑  Об утверждении критериев отнесения автомобильных дорог общего пользования… Республики Крым. Правительство Республики Крым (11 марта 2015). Дата обращения: 23 декабря 2016. Архивировано из оригинала 27 января 2018 года.
28. ↑  Перечень автомобильных дорог общего пользования местного значения Автономной Республики Крым. Совет министров Автономной Республики Крым (2012). Дата обращения: 23 декабря 2016. Архивировано 28 июля 2017 года.
29. ↑  Куладж — мера длины, маховая сажень (расстояние между средними пальцами вытянутых в стороны. Дата обращения: 31 марта 2022. Архивировано 31 марта 2022 года.
30. ↑  Эвлия Челеби. Книга путешествий Эвлии Челеби. Походы с татарами и путешествия по Крыму (1641-1667 гг.). — Симферополь: Таврия, 1996. — С. 48. — 240 с. Архивировано 24 октября 2021 года.
31. ↑  Лашков Ф. Ф. Камеральное описание Крыма, 1784 года : Каймаканствы и в оных каймаканами кто состоит // Известия Таврической ученой архивной комиссии. — Симферополь : Типогр. Таврическ. Губ. Земства, 1888. — Т. 6.
32. ↑  Сперанский М.М. (составитель). Высочайшій Манифестъ о принятіи полуострова Крымскаго, острова Тамана и всей Кубанской стороны, подъ Россійскую Державу (1783 г. Апрѣля 08) // Полное собрание законов Российской Империи. Собрание Первое. 1649—1825 гг.. — СПб.: Типография II Отделения Собственной Его Императорского Величества Канцелярии, 1830. — Т. XXI. — 1070 с.
33. ↑  Гржибовская, 1999, Указ Екатерины II об образовании Таврической области. 8 февраля 1784 года, стр. 117.
34. ↑  О новом разделении Государства на Губернии. (Именный, данный Сенату.)
35. ↑  Гржибовская, 1999, Из Указа Александра I Сенату о создании Таврической губернии, с. 124.
36. ↑  Карта Мухина 1817 года. Археологическая карта Крыма. Дата обращения: 16 сентября 2015. Архивировано 23 сентября 2015 года.
37. ↑  Гржибовская, 1999, Ведомость о казённых волостях Таврической губернии 1829 г. с. 136.
38. ↑  Топографическая карта полуострова Крыма : со съёмки полк. Бетева 1835-1840 г. Российская Национальная Библиотека. Дата обращения: 20 февраля 2021. Архивировано 9 апреля 2021 года.
39. ↑  Карта Бетева и Оберга. Военно-топографическое депо, 1842 г. Археологическая карта Крыма. Дата обращения: 17 сентября 2015. Архивировано 23 сентября 2015 года.
40. ↑  А. Н. Козловский. Сведения о количестве и качестве воды в селениях, деревнях и колониях Таврической губернии, собраны для приведения в известность местностей, крайне нуждающихся в мелкой пресной воде, и составления за тем систематического плана обводнения оных. — Симферополь: Типография С. Г. Спиро, 1867. — С. 12.
41. ↑  Трёхверстовая карта Крыма ВТД 1865—1876. Лист XXXII-12-e. Археологическая карта Крыма. Дата обращения: 19 сентября 2015. Архивировано 23 сентября 2015 года.
42. ↑  Сейдаметов Э. Х. Эмиграция крымских татар в XIX — нач. XX вв. // Культура народов Причерноморья / Ю. А. Катунин. — Таврический национальный университет. — Симферополь: Таврия, 2005. — Т. 68. — С. 30—33. — 163 с.
43. ↑  Памятная книга Таврической губернии / под. ред. К. В. Ханацкого. — Симферополь : Типография Правления Таврической губернии, 1867. — Вып. 1. — С. 429.
44. ↑  Б. Б. Веселовский. Т. IV // История земства за сорок лет. — Санкт-Петербург: Издательство О. Н. Поповой, 1911. — 696 с.
45. ↑  Таврический Губернский Статистический комитет. Календарь и Памятная книжка Таврической губернии на 1902 год. — 1902. — С. 102.
46. ↑  Основной список отдельных русских подданных из австрийских, венгерских или германских выходцев, владеющих землею в пределах, предусмотренных в ст. 63 Уст. Крест. Поземельного банка (изд. 1912 года) и по быту своему не отличающихся от крестьян : [арх. 10 октября 2023] // Таврические губернские ведомости (часть официальная) : газета. — 1915. — № 29 (20 апреля).
47. ↑  Под ред. Г. Н. Часовникова. Памятная книжка Таврической губернии, 1917. — Симферополь: Таврическая Губернская Типография, 1917. — С. 139, 152. — 275 с. — (Памятные книжки Таврической губернии).
48. ↑  История городов и сел Украинской ССР. / П. Т. Тронько. — 1974. — Т. 12. — С. 521. — 15 000 экз.
49. ↑  История городов и сел Украинской ССР. / П. Т. Тронько. — 1974. — Т. 12. — С. 197—202. — 15 000 экз.
50. 1 2  Краткая характеристика и историческая справка раздольненского района. Дата обращения: 31 июля 2013. Архивировано из оригинала 7 января 2014 года.
51. ↑  Саркизов-Серазини И. М. Население и промышленность. // Крым. Путеводитель / Под общ. ред. И. М. Саркизова-Серазини. — М.—Л.: Земля и фабрика, 1925. — С. 55—88. — 416 с.
52. ↑  Административно-территориальное деление РСФСР на 1 января 1940 года / под. ред. Е. Г. Корнеева. — Москва : 5-я Типография Трансжелдориздата, 1940. — С. 389. — 494 с. — 15 000 экз.
53. ↑  Постановление ВЦИК РСФСР от 30.10.1930 о реорганизации сети районов Крымской АССР.
54. ↑  Указ Президиума Верховного Совета РСФСР от 14 декабря 1944 года № 621/6 «О переименовании районов и районных центров Крымской АССР»
55. 1 2 3 4  Административно-территориальное деление Крыма. Дата обращения: 27 апреля 2013. Архивировано из оригинала 4 мая 2013 года.
56. ↑  Яков Пасик. Фрайдорфский и Лариндорфский еврейские национальные районы. История еврейских земледельческих колоний Юга Украины и Крыма. Дата обращения: 3 сентября 2015. Архивировано 11 июня 2015 года.
57. ↑  Указ Президиума ВС СССР от 28.08.1941 о переселении немцев, проживающих в районах Поволжья
58. ↑  Закон РСФСР от 25.06.1946 Об упразднении Чечено-Ингушской АССР и о преобразовании Крымской АССР в Крымскую область
59. ↑  Указ Президиума Верховного Совета РСФСР от 18.05.1948 о переименовании населённых пунктов Крымской области
60. ↑  Крымская область. Административно-территориальное деление на 1 января 1968 года / сост. М.М. Панасенко. — Симферополь: Крым, 1968. — С. 113. — 10 000 экз.
61. ↑  Закон СССР от 26.04.1954 О передаче Крымской области из состава РСФСР в состав Украинской ССР
62. ↑  Справочник административно-территориального деления Крымской области на 15 июня 1960 года / П. Синельников. — Исполком Крымского областного совета депутатов трудящихся. — Симферополь: Крымиздат, 1960. — С. 38. — 5000 экз.
63. ↑  Гржибовская, 1999, Из Указа Президиума Верховного Совета Украинской ССР О внесении изменений в административное районирование Украинской ССР по Крымской области, с. 442.
64. ↑  Гржибовская, 1999, Указ Президиума ВС УССР «О внесении изменений в административное районирование УССР — по Крымской области», от 1 января 1965 года. Стр. 443.
65. ↑  Ефимов С.А., Шевчук А.Г., Селезнёва О.А. Административно-территориальное деление Крыма второй половины XX века: опыт реконструкции. Стр. 44. — Таврический национальный университет имени В. И. Вернадского, 2007. — Т. 20. Архивировано 24 сентября 2015 года. Архивированная копия. Дата обращения: 30 сентября 2015. Архивировано из оригинала 24 сентября 2015 года.
66. ↑  О восстановлении Крымской Автономной Советской Социалистической Республики. Народный фронт «Севастополь-Крым-Россия». Дата обращения: 24 марта 2018. Архивировано 30 марта 2018 года.
67. ↑  Закон Крымской АССР от 26 февраля 1992 года №  19-1 «О Республике Крым как официальном названии демократического государства Крым». Ведомости Верховного Совета Крыма, 1992 г., № 5, ст. 194 (1992). Архивировано 27 января 2016 года.
68. ↑  Федеральный закон Российской Федерации от 21 марта 2014 года № 6-ФКЗ «О принятии в Российскую Федерацию Республики Крым и образовании в составе Российской Федерации новых субъектов — Республики Крым и города федерального значения Севастополя»